# Adam Žampa
Adam Žampa, né le 13 septembre 1990 à Kežmarok, est un skieur alpin slovaque. Il est spécialiste des épreuves techniques (slalom, slalom géant) et obtient de bons résultats également en combiné.

## Biographie
Membre du club Zampa Ski Club Vysoke Tatry, il commence sa carrière internationale en 2005. Chez les juniors, il dispute le Festival olympique de la jeunesse européenne en 2007 et les Championnats du monde junior en 2009 et 2010, pour un meilleur résultat de douzième sur le combiné en 2009 à Garmisch-Partenkirchen.
En 2009, Žampa est sélectionné pour les Championnats du monde de Val d'Isère, où il est 21e du slalom.
C'est en novembre 2010 qu'il découvre la Coupe du monde, puis quelques semaines plus tard qu'il termine notamment quinzième du slalom géant aux Championnats du monde à Garmisch-Partenkirchen. En 2012, il signe son premier podium dans la Coupe d'Europe en slalom géant à Zell am See. Trois ans plus tard, toujours en Coupe d'Europe il remporte le slalom géant de Jasná. En octobre 2012, il marque ses premiers points dans la Coupe du monde en accrochant directement une neuvième place sur le slalom géant à Sölden. Plus tard dans la saison, il réalise ses meilleurs championnats du monde jusque là en arrivant treizième du super combiné et quinzième du slalom.
En 2013, il obtient la médaille d'argent du slalom à l'Universiade au Trentin. Le slovaque s'aventure aussi dans l'hémisphère sud en été pour prendre part à la Coupe australo-néo-zélandaise, dont il remporte le classement général en 2013, 2015, 2016 et 2019.
Aux Jeux olympiques d'hiver de 2014, à Sotchi, il se classe cinquième du super-combiné, où il signe le meilleur temps de la manche de slalom et sixième du slalom, soit ses meilleurs résultats dans les rendez-vous majeurs.
En janvier 2015, il est septième du super-combiné de Kitzbühel, son meilleur résultat en Coupe du monde, avant d'établir son meilleur classement général, 66e. Un an plus tard, il termine cinquième de la même épreuve à Kitzbühel de nouveau.
Aux Championnats du monde 2017, à Saint-Moritz, il reçoit une médaille d'argent, faisant partie de l'équipe slovaque de l'épreuve par nations.
Aux Jeux olympiques d'hiver de 2018, à Pyongchang, il est 22e du combiné, 25e du slalom géant et 24e du slalom.
Lors de la saison 2020-2021, le Slovaque fait son retour dans le top dix en Coupe du monde, près de cinq ans après son dernier en se classant septième puis huitième en slalom géant à Santa Caterina. Désormais concentré dans cette discipline depuis la saison 2018-2019, il achève le slalom géant des Championnats du monde 2021 à Cortina d'Ampezzo au huitième rang, après une remontée de douze places, soit son meilleur résultat en mondial. Il prend la quinzième place du slalom géant aux Jeux olympiques de Pékin en 2022.
Son frère Andreas est aussi un skieur alpin de haut niveau. Son père Tomáš Žampa est entraîneur de l'équipe slovaque pendant sa carrière sportive.

## Palmarès

### Jeux olympiques d'hiver
| Épreuve / Édition | Sotchi 2014 | Pyeongchang 2018 | Pékin 2022 |
| Super G           | 28e         |                  |            |
| Slalom            | 6e          | 24e              |            |
| Slalom géant      | 22e         | 25e              | 15e        |
| Super combiné     | 5e          | 22e              |            |

### Championnats du monde
| Épreuve / Édition | Val d'Isère 2009 | Garmisch 2011 | Schladmig 2013 | Beaver Creek 2015 | Saint-Moritz 2017 | Åre 2019 | Cortina d'Ampezzo 2021 |
| Slalom géant      | Abandon          | 15e           | 17e            | Abandon           | -                 | Abandon  | 8e                     |
| Slalom            | 21e              | 24e           | 15e            | 19e               | -                 | Abandon  | -                      |
| Super combiné     | -                | -             | 13e            | 19e               | Abandon           | -        | -                      |
| Super G           | -                | -             | 36e            | 34e               | Abandon           | -        | -                      |
| Par équipes       | -                | -             | -              | -                 | Argent            | 5e       |                        |

### Coupe du monde
- Meilleur classement général : 66e en 2015 et 2021.
- Meilleur résultat : 5e.

#### Classements en Coupe du monde
| Saison / Épreuve | Saison / Épreuve | Général | Général | Descente | Descente | Super G | Super G | Slalom géant | Slalom géant | Slalom | Slalom | Combiné | Combiné |
| ---------------- | ---------------- | ------- | ------- | -------- | -------- | ------- | ------- | ------------ | ------------ | ------ | ------ | ------- | ------- |
| Saison / Épreuve | Saison / Épreuve | Class.  | Points  | Class.   | Points   | Class.  | Points  | Class.       | Points       | Class. | Points | Class.  | Points  |
| 2013             | 2013             | 83e     | 49      | -        | -        | -       | -       | 32e          | 29           | 45e    | 18     | 31e     | 2       |
| 2014             | 2014             | 91e     | 43      | -        | -        | -       | -       | -            | -            | 37e    | 27     | 22e     | 16      |
| 2015             | 2015             | 66e     | 95      | -        | -        | -       | -       | -            | -            | 32e    | 43     | 9e      | 52      |
| 2016             | 2016             | 77e     | 100     | -        | -        | -       | -       | 41e          | 24           | 42e    | 16     | 12e     | 60      |
| 2017             | 2017             | 101e    | 39      | -        | -        | -       | -       | -            | -            | 43e    | 18     | 23e     | 21      |
| 2018             | 2018             | 101e    | 36      | -        | -        | -       | -       | 45e          | 16           | 37e    | 20     | -       | -       |
| 2019             | 2019             | 116e    | 23      | -        | -        | -       | -       | 36e          | 23           | -      | -      | -       | -       |
| 2020             | 2020             | 120e    | 26      | -        | -        | -       | -       | 35e          | 26           | -      | -      | -       | -       |
| 2021             | 2021             | 66e     | 106     | -        | -        | -       | -       | 24e          | 106          | -      | -      | -       | -       |

### Universiades
- Médaille d'argent du slalom en 2013 au Trentin.

### Coupe d'Europe
- 2 podiums, dont 1 victoire en slalom géant.

### Championnats de Slovaquie
- Champion du slalom géant en 2010, 2012, 2013, 2014, 2016 et 2018.
- Champion du slalom en 2012, 2013, 2014 et 2016.
- Champion du super combiné en 2013.